# Ypthima daedala
Ypthima daedala är en fjärilsart som beskrevs av Swinhoe 1886. Ypthima daedala ingår i släktet Ypthima och familjen praktfjärilar. Inga underarter finns listade i Catalogue of Life.